# ミラ・ジョヴォヴィッチ
ミラ・ジョヴォヴィッチ（英: Milla Jovovich/ˈjoʊvəvɪtʃ/；ウクライナ語: Мілла Йовович；セルビア語: Милица Јововић；ラテン文字表記:Mila Jovović；露: Милла Йовович、1975年12月17日 - ）は、アメリカ合衆国の女優、モデル。
英語読みで「ジョヴォヴィッチ」と呼ばれる事が多いが、出生地のキーウでウクライナ語に近い発音は「ミーラ・ヨヴォヴィッチ」である。来日時には自分が「ジョヴォヴィッチ」と呼ばれている事を知り、「ヨヴォヴィッチなんだけど…」と困惑の色を浮かべていたという。気にしている様子の本人は、自己紹介でも「ヨ」を強調して発音する事が多く、『バイオハザード』のDVDオーディオコメンタリーでは共演者に対し「ヨヴォヴィッチが正しい発音なの」「ヨヴォヴィッチと呼んでよね」などと自己紹介の際に強調を繰り返して、名前の発音についての拘りを印象付けている。

## 生い立ち
ウクライナの首都キーウに生まれる。父親はコソヴォ出身のセルビア人医師ボグダン・ヨヴォヴィッチ（Богдан Јововић）、母親はドニプロペトロウシク生まれのロシアの女優ガリーナ・ヨヴォヴィチ（ru 旧姓ロギノワ）。
キーウからロンドン、モスクワへと移り住み、5歳の時にアメリカ合衆国ロサンゼルスに移住。移住後に両親は離婚。母親と二人三脚で演技の道を歩み始める。その後父親は再婚し1988年に異母弟が生まれる。
その学校時代を通してミラはひどいいじめを経験した。ちょうど冷戦時代のソビエト連邦から来たということがわざわいして、同級生らから「ロシアのスパイ」、「コミー」（commie コミュニスト）などと罵倒されていたという。

## キャリア
1987年、11歳からロシアのモデルとしてエリートモデルエージェンシーに所属し活躍していた。1988年には化粧ブランドレブロンの「Most Unforgettable Women in the World」に選ばれる。以降、多くの雑誌のカバー（表紙）やミラノ、パリ、ニューヨークのファッションデザイナーのコレクションショーに出演している。広告ではカルバン・クライン（Calvin Klein）の香水エスケープ（Escape）や、ロレアル（L'Oréal）のイメージモデルとして有名である。モデルの仕事と同時に映画への出演もしていたが、1991年に女優としての仕事に専念する為に2年の休暇を取りモデルエージェンシーとの所属契約を解除する。
映画では1988年に『トゥー・ムーン』でヒロインの妹役でスクリーンデビューする。1991年にはブルック・シールズ主演映画『青い珊瑚礁』の続編『ブルーラグーン』に主演。その後女優としての目立った活躍は無かったが、1997年にはリュック・ベッソン監督の『フィフス・エレメント』のヒロイン役で見せた演技力、美しさが大きな話題となる。この映画では全ての衣装をフランスのデザイナー、ジャン＝ポール・ゴルチエが担当した。1999年の『ジャンヌ・ダルク』や2002年の『バイオハザード』はシリーズ作品として彼女の代表的な作品となる。
その他に「ミラ」の名前で音楽活動もしており、1994年には『風の物語』を発表。モデルや女優の仕事を続けながら、バンド「プラスティック・ハズ・メモリー」でコンサート・ツアーも敢行した。
また、モデル仲間のカルメン・ホーク（Carmen Hawk）と共に2003年にJovovich-Hawk（ジョヴォヴィッチ ホーク）というブランドを立ち上げ、ファッションデザイナーとしても活動した。Jovovich-Hawkはロサンゼルスとニューヨークに拠点を置いていた。現在はブランド活動を終了している。
日本ではオンワード樫山、キヤノン、ホンダ・オデッセイ、パナソニック、カードファイト!! ヴァンガードのCMなどの出演がある。

## 私生活
英語の他にロシア語、セルビア語、フランス語を操る。
1992年、16歳の時にショーン・アンドリュースと結婚したが直ぐに離婚。
1994年はジャミロクワイの当時のベーシストスチュアート・ゼンダーと交際していた。2人で行こうとしていた旅行日程がジャミロクワイのレコーディング日程と重なってしまい、様々な事情からゼンダーが外されて収録され、この件に関してジョヴォヴィッチもジャミロクワイ関係者も口を閉ざしたため話題になったが、それから24年後の2018年にゼンダー自身が事情を明らかにした。詳細は楽曲「スペース・カウボーイ」と「メンバーの離脱」参照。ゼンダーとは2012年の音楽イベントでも共演している。

1997年に映画監督リュック・ベッソン（自身が出演した『フィフス・エレメント』でメガホンを取った）と結婚するが1999年に離婚。その後、『バイオハザード』シリーズの監督ポール・W・S・アンダーソンと撮影を通して知り合い、交際を経て婚約。婚約中の2007年11月3日に娘エヴァー・アンダーソンを出産。

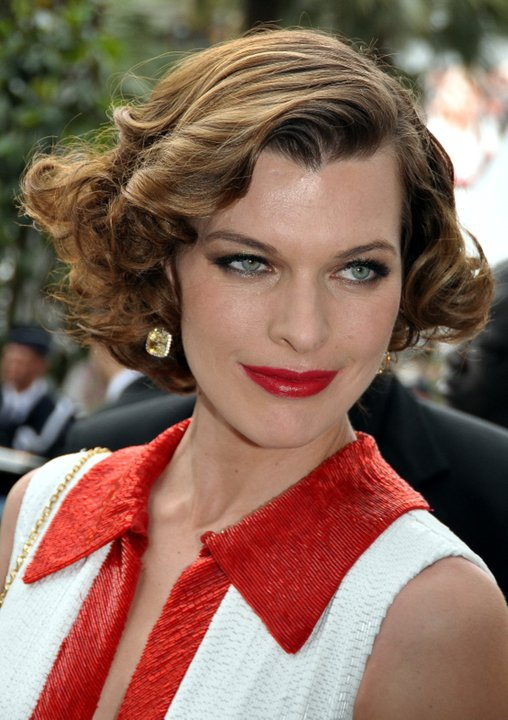
第64回カンヌ国際映画祭にて（2011年）

2009年8月22日にアンダーソンと自宅で挙式し、三度目の結婚をした。2014年8月18日、第2子（後に女児と判明）を妊娠していることを自身のFacebookで明かした。
好角家であり、特に豊ノ島がお気に入りである。2014年11月2日に放送されたテレビ朝日系の日曜洋画劇場『バイオハザードⅤ：リトリビューション』の中で紹介されたインタビューでは「ダイキ（豊ノ島）が大好き！」と答えた。当の豊ノ島はジョヴォヴィッチと一切面識が無かったものの、そのインタビューを見た豊ノ島は同月3日にブログで感激報告するに至った。
2014年、自分の本名を「ミラ・アンダーソン＝ジョヴォヴィッチ」から「ミラ・ジョヴォヴィッチ＝アンダーソン」へ、娘の名前を「エバー・ガボ・ジョヴォヴィッチ＝アンダーソン」に改名する申請を行った。
2015年4月1日、第2子となる娘のダシール・エダン・ジョヴォヴィッチ＝アンダーソン
を出産した。
2020年2月2日に第3子となる娘のオーシン・ラーク・エリオット・ジョヴォビッチ＝アンダーソンを出産した。

## ディスコグラフィ

### アルバム
- 『風の物語』 - The Divine Comedy (1994年) ※ミラ名義
- The People Tree Sessions (1998年)

### シングル
- "Gentleman Who Fell" (1994年)
- "Bang Your Head" (1994年)
- "It's Your Life" (1994年)
- "Electric Sky" (2012年)

## 出演作品
※役名の太字表記は主演。

### 映画
| 年   | 題名                                                            | 役名                                      | 備考                                                                  | 吹き替え                                      |
| ---- | --------------------------------------------------------------- | ----------------------------------------- | --------------------------------------------------------------------- | --------------------------------------------- |
| 1988 | トゥー・ムーン Two Moon Junction                                | サマンサ                                  |                                                                       |                                               |
| 1991 | ブルーラグーン Return to the Blue Lagoon                        | リリー                                    |                                                                       |                                               |
| 1992 | カフス! Kuffs                                                   | マヤ・カールトン                          | 松本梨香                                                              |                                               |
| 1993 | チャーリー Chaplin                                              | ミルドレッド・ハリス                      |                                                                       |                                               |
| 1997 | フィフス・エレメント The Fifth Element                          | リールー                                  | 松本梨香（VHS・DVD版、BD版、テレビ朝日版） 愛河里花子（日本テレビ版） |                                               |
| 1998 | ラストゲーム He Got Game                                        | ダコタ・バーンズ                          | 松本梨香                                                              |                                               |
| 1999 | ジャンヌ・ダルク Joan of Arc                                    | ジャンヌ・ダルク                          | 朴璐美（ソフト版） 松本梨香（日本テレビ版）                           |                                               |
| 2000 | ミリオンダラー・ホテル The Million Dollar Hotel                 | エロイーズ                                | 松谷彼哉                                                              |                                               |
| 2000 | めぐり逢う大地 THE CLAIM                                        | ルチア                                    | 本田貴子                                                              |                                               |
| 2002 | バイオハザード Resident Evil                                    | アリス・アバーナシー                      | 本田貴子（ソフト版） 岡寛恵（フジテレビ版）                           |                                               |
| 2002 | ズーランダー Zoolander                                          | カティンカ                                | 雨蘭咲木子                                                            |                                               |
| 2002 | プリティ・イン・ニューヨーク You Stupid Man                     | ナディーン                                | 本田貴子                                                              |                                               |
| 2003 | ノー・グッド・シングス No Good Deed                             | エリン                                    | 本田貴子                                                              |                                               |
| 2003 | ダミー Dummy                                                    | ファンゴラ                                | 不明                                                                  |                                               |
| 2004 | バイオハザードII アポカリプス Resident Evil: Apocalypse         | アリス・アバーナシー                      | 本田貴子（ソフト版） 岡寛恵（フジテレビ版）                           |                                               |
| 2006 | ウルトラヴァイオレット Ultraviolet                              | ヴァイオレット                            | 本田貴子                                                              |                                               |
| 2006 | ポイント45 .45                                                  | キャット                                  | 本田貴子                                                              |                                               |
| 2007 | バイオハザードIII Resident Evil: Extinction                     | アリス・アバーナシー                      | 本田貴子（ソフト版） 岡寛恵（テレビ朝日版）                           |                                               |
| 2008 | パレルモ・シューティング Palermo Shooting                       | 本人役                                    | （吹き替え版なし）                                                    |                                               |
| 2009 | THE 4TH KIND フォース・カインド The Fourth Kind                 | アビー・タイラー                          | 本田貴子                                                              |                                               |
| 2010 | パーフェクト・ゲッタウェイ A Perfect Getaway                    | シドニー                                  | 本田貴子                                                              |                                               |
| 2010 | バイオハザードIV アフターライフ Resident Evil: Afterlife        | アリス・アバーナシー                      | 本田貴子（劇場公開版） 岡寛恵（テレビ朝日版）                         |                                               |
| 2010 | ストーン Stone                                                  | ルセッタ                                  | 本田貴子                                                              |                                               |
| 2011 | エターナル 奇蹟の出会い Vykrutasy                               | ナージャ                                  | 渡辺ゆかり                                                            |                                               |
| 2011 | リセット Bringing Up Bobby                                      | オリーブ                                  | (吹替版なし)                                                          |                                               |
| 2011 | 三銃士/王妃の首飾りとダ・ヴィンチの飛行船 The Three Musketeers  | ミレディ・ド・ウィンター                  | 檀れい（劇場公開・ソフト版） 岡寛恵（テレビ朝日版）                   |                                               |
| 2012 | フェイシズ Faces in the Crowd                                   | アンナ・マーチャント                      | 兼製作総指揮                                                          | 本田貴子                                      |
| 2012 | バイオハザードV リトリビューション Resident Evil: Retribution   | アリス・アバーナシー                      |                                                                       | 本田貴子（劇場公開版） 岡寛恵（テレビ朝日版） |
| 2012 | 禁じられた10代 Dirty Girl                                       | スー・アン                                | (吹替版なし)                                                          |                                               |
| 2015 | アナーキー Cymbeline                                            | クイーン                                  | 本田貴子                                                              |                                               |
| 2015 | サバイバー Survivor                                             | ケイト・アボット                          | 本田貴子                                                              |                                               |
| 2016 | バッド・チューニング Dazed and Confused                         | ミシェル・バロウズ                        | 本田貴子                                                              |                                               |
| 2016 | バイオハザード: ザ・ファイナル Resident Evil: The Final Chapter | アリス・アバーナシー / アリシア・マーカス | 本田貴子                                                              |                                               |
| 2016 | ズーランダー NO.2 Zoolander 2                                   | カティンカ                                | (吹替版なし)                                                          |                                               |
| 2018 | フューチャーワールド Future World                               | ドラッグロード                            | 本田貴子                                                              |                                               |
| 2019 | 記者たち 衝撃と畏怖の真実 Shock and Awe                         | ヴラトカ・ランデー                        | 本田貴子                                                              |                                               |
| 2019 | ヘルボーイ Hellboy                                              | ブラッドクイーン                          | 本田貴子                                                              |                                               |
| 2020 | ザ・ルーキーズ The Rookies/素人特工                             | 上級捜査官ブルース                        | (吹替版なし)                                                          |                                               |
| 2021 | モンスターハンター Monster Hunter                               | ナタリー・アルテミス                      | 本田貴子                                                              |                                               |
| 2022 | パラダイスヒルズ Paradise Hills                                 | 侯爵夫人                                  | (吹替版なし)                                                          |                                               |
| TBA  | Twilight Of The Dead                                            | TBA                                       | TBD                                                                   |                                               |
| TBA  | Protector                                                       | ニッキー                                  | TBD                                                                   |                                               |

### テレビ
| 年   | 題名                                    | 役名             | 備考                                          |
| ---- | --------------------------------------- | ---------------- | --------------------------------------------- |
| 2002 | キング・オブ・ザ・ヒル King of the Hill | セリーナ・ショウ | シーズン7第1話「Get Your Freak Off」 声の出演 |
| 2009 | プロジェクト・ランウェイ Project Runway | 本人             | シーズン6「Around the World in Two Days」     |

### コンピュータゲーム
| 年   | 題名                        | 役名       | 備考                                 |
| ---- | --------------------------- | ---------- | ------------------------------------ |
| 1998 | The Fifth Element           | リー・ルー | 声の出演                             |
| 2019 | モンスターハンター:ワールド | アルテミス | ゲーム内のイベントクエストでのみ登場 |

### ミュージックビデオ
| 公開年 | 楽曲                | アーティスト  | 備考 |
| ------ | ------------------- | ------------- | ---- |
| 2013   | I Wanna Be a Warhol | Alkaline Trio |      |

## 日本語吹き替え

### 専属声優（フィックス）
本田貴子（ミラ・ジョヴォヴィッチ本人公認）
『バイオハザード』（ソフト版）で初担当。以降、大半の作品で声を務めるようになり、ジョヴォヴィッチの専属（フィックス）として定着した。2021年には『モンスターハンター』のジャパンプレミアムでリモート越しでの対面を果たした。対面した際にジョヴォヴィッチは「私が日本語を喋っているみたいだった。自分が出す声が嫌いなので、これからもずっと担当して欲しい。私はこれから『日本語をしゃべれる』と履歴書に書こうと思っている」と絶賛していた。

### その他の担当声優
松本梨香
『カフス!』（VHS版）で初担当。主に初期の作品を吹き替えた。
岡寛恵
『バイオハザード』（フジテレビ版）で初担当。同シリーズのテレビ放送版などを吹き替えた。
このほかにも、愛河里花子、朴璐美、松谷彼哉なども声を当てたことがある。